# Sanganwa
Sanganwa fou un estat tributari protegit a l'agència de Kathiawar, una taluka assignada a una branca de la nissaga reial de Rajkot, sorgida de la branca de Gavridad. Thakur Sahib Modji Patoji de Gavridad, fou el pare de cinc fills, el més gran dels quals (Meruji Modji) va succeir al seu pare a Gavrigad i els altres quatre van rebre l'estat de Sanganwa. Els quatre germans eren: Kumar Shri Vakhatsinhji Modji, Kumar Shri Jiyaji Modji, Kumar Shri Amarsinhji Modji i Kumar Shri Ratansinhji Modji; aquest darrer va morir sense fils i la seva part va passar als altres tres germans tots els quals van tenir successió.